# 22 de maio
22 de maio é o 142.º dia do ano no calendário gregoriano (143.º em anos bissextos). Faltam 223 dias para acabar o ano.

## Eventos históricos

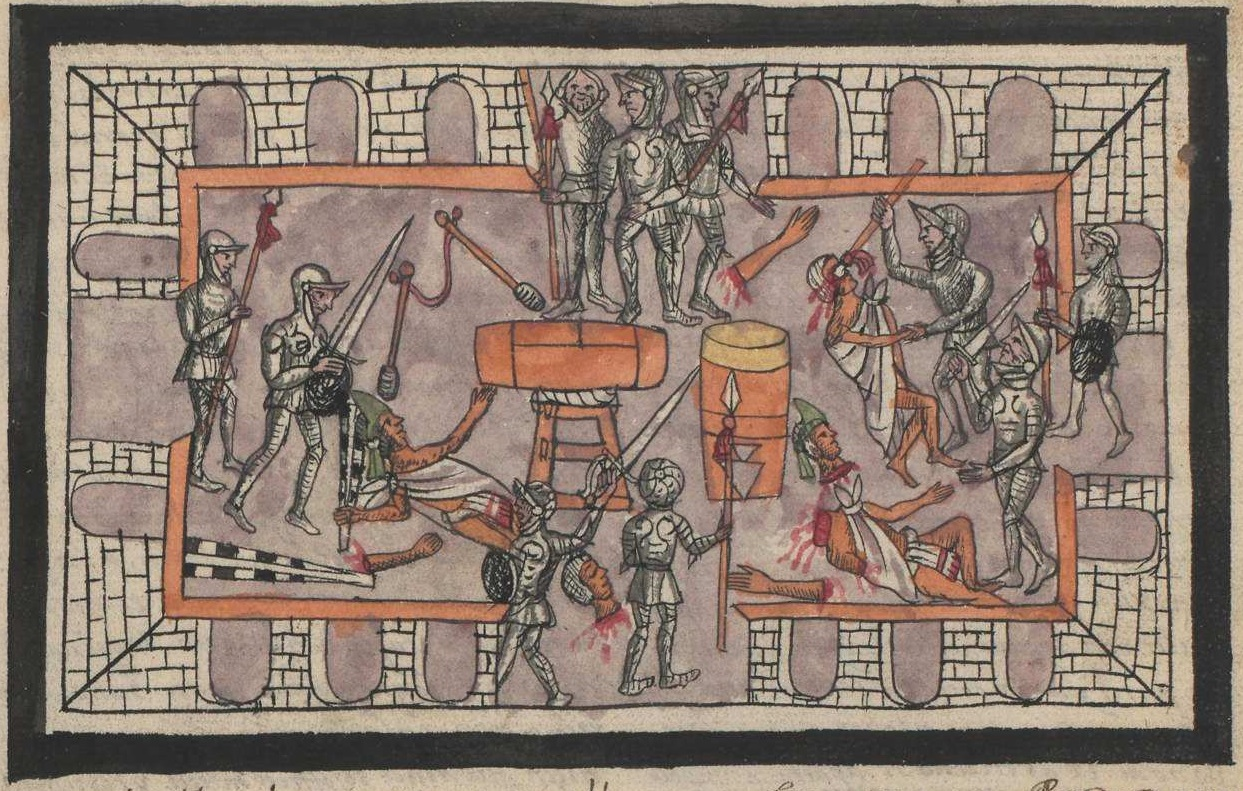
1520: Massacre do Templo Maior

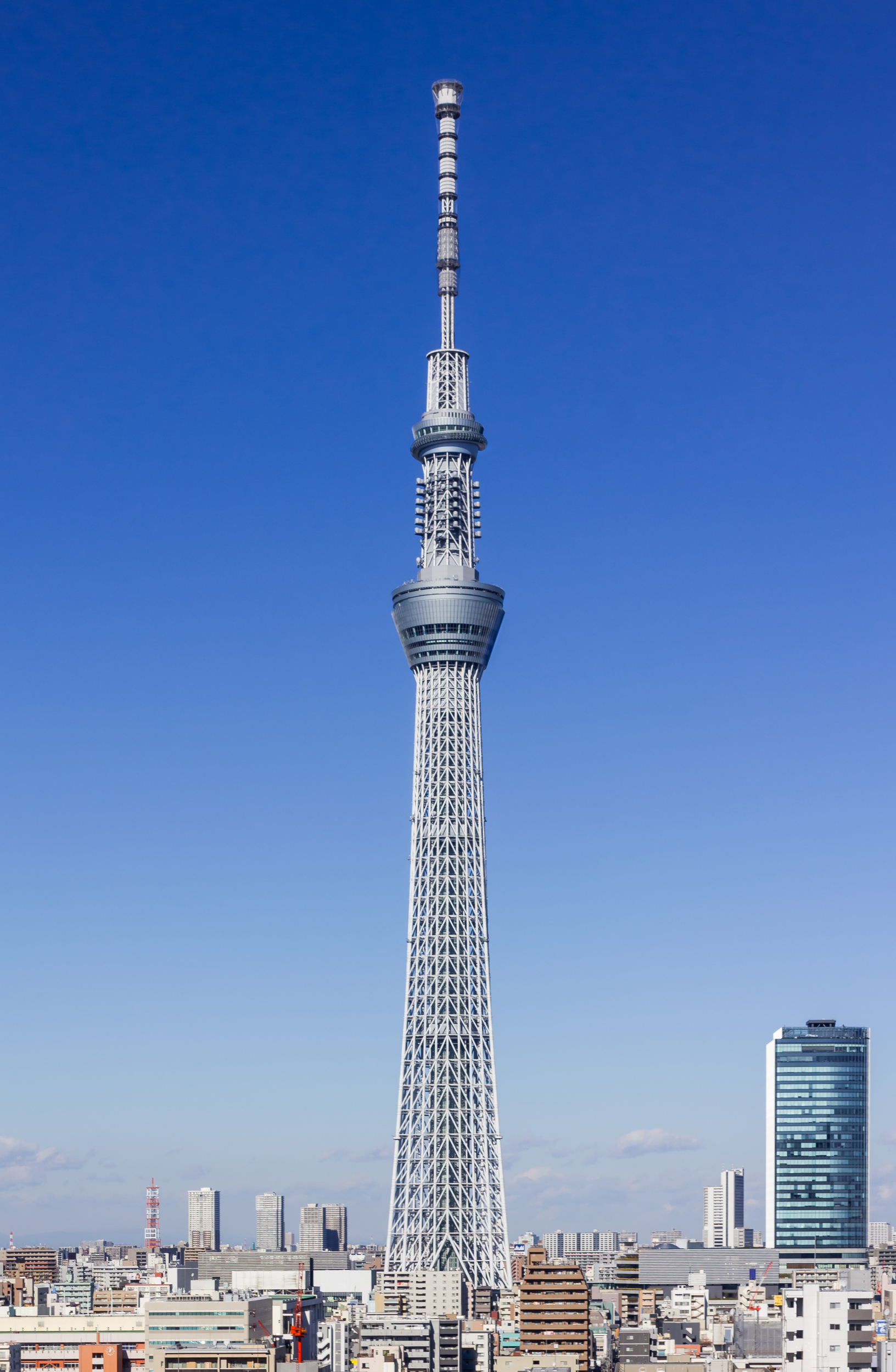
2012: Inauguração do Tokyo Skytree, a torre mais alta do mundo

- 0192 — Dong Zhuo é assassinado por seu filho adotivo Lü Bu.[1]
- 0760 — Décima quarta passagem registrada do periélio do cometa Halley.
- 0853 — Uma frota bizantina saqueia e destrói a indefesa Damieta no Egito.
- 1176 — A Ordem dos Assassinos tenta matar o sultão do Egito e Síria, Saladino, próximo de Alepo.
- 1200 — O rei João da Inglaterra e o rei Filipe II da França assinam o Tratado de Le Goulet.
- 1246 — Henrique Raspe é eleito anti-rei do Reino da Alemanha em oposição a Conrado IV.[2]
- 1254 — Rei sérvio Estêvão Uresis I e a República de Veneza assinam um tratado de paz.
- 1370 — Massacre de Bruxelas: Entre seis e vinte judeus são assassinados e o resto da comunidade judaica é banida de Bruxelas, Bélgica, por supostamente profanar a Hóstia consagrada.[3]
- 1377 — O Papa Gregório XI emite cinco bulas pontifícias para denunciar a doutrina do teólogo inglês John Wycliffe.
- 1455 — Início da Guerra das Rosas: na Primeira Batalha de St. Albans, Ricardo, 3.° Duque de Iorque derrota e captura o rei Henrique VI da Inglaterra.
- 1520 — Massacre do Templo Maior ocorre durante o Cerco de Tenochtitlan, resultando na revolta dos astecas contra os espanhóis.
- 1629 — Imperador Romano-Germânico Fernando II e o rei dinamarquês Cristiano IV assinam o Tratado de Lübeck, terminando com a intervenção dinamarquesa na Guerra dos Trinta Anos.
- 1762
  - Suécia e Prússia assinam o Tratado de Hamburgo.
  - Oficialmente concluída e inaugurada em Roma pelo Papa Clemente XIII a Fontana di Trevi.
- 1766 — Um grande terremoto atinge Istambul e a região de Mármara com uma magnitude estimada de 7,1 na escala de magnitude das ondas de superfície, número de mortes foi estimado em 4 000.[4]
- 1804 — Nos Estados Unidos a expedição Lewis e Clark começa oficialmente quando partem de St. Charles.
- 1809 — No segundo e último dia da Batalha de Aspern-Essling (perto de Viena, Áustria), Napoleão I é repelido por um exército inimigo pela primeira vez.
- 1819 — SS Savannah deixa o porto de Savannah, Estados Unidos, em uma viagem para se tornar o primeiro navio a vapor com rodas de pás/veleiro híbrido a cruzar o Oceano Atlântico.
- 1826 — HMS Beagle parte em sua primeira viagem.
- 1846 — A Associated Press é formada na cidade de Nova York como uma cooperativa de notícias sem fins lucrativos.
- 1848 — A escravidão é abolida na Martinica.
- 1871 — É iniciada a ofensiva das tropas de Adolphe Thiers contra a Comuna de Paris, na chamada Semana Sangrenta, resultando em 80 000 trabalhadores franceses mortos e no fim da Comuna de Paris.
- 1875 — Noruega introduz o sistema métrico decimal.
- 1880 — Inauguração da Santa Casa de Misericórdia de Curitiba por D. Pedro II.
- 1906 — Os irmãos Wright recebem a patente americana número 821 393 para sua "Máquina Voadora".
- 1911 — Portugal adota como tipo ouro o escudo de cem centavos.
- 1915 — Três trens colidem no desastre ferroviário de Quintinshill perto de Gretna Green, na Escócia, matando 227 pessoas e ferindo 246.[5]
- 1926 — Chiang Kai-shek substitui os comunistas no Kuomintang.
- 1927 — Perto de Xining, China, um terremoto de magnitude 8,3 causa 200 000 mortes em um dos terremotos mais destrutivos do mundo.[6]
- 1930 — Em seu voo inaugural na rota para da Alemanha para a América do Sul, o Graf Zeppelin chegou primeiro ao Recife, atracando no Campo do Jiquiá.
- 1939 — Segunda Guerra Mundial: Alemanha e Itália assinam o Pacto de Aço.
- 1941 — Durante a Guerra Anglo-Iraquiana, as tropas britânicas tomam Faluja.
- 1942 — O México entra na Segunda Guerra Mundial ao lado dos Aliados.[7]
- 1947 — Guerra Fria: a Doutrina Truman entra em vigor, auxiliando a Turquia e a Grécia.
- 1957 — O governo da África do Sul aprova a separação racial nas universidades.
- 1958 — Tumultos no Ceilão se tornam um divisor de águas nas relações raciais de várias comunidades étnicas do Sri Lanka. O total de mortes é estimado em 300, principalmente de tâmeis.
- 1959 — Revolta das Barcas Rio-Niterói, levante popular que terminou na depredação da residência dos empresários da concessionária e a estatização do serviço.
- 1960 — Sismo de Valdivia de 1960, o mais potente já registrado (9,5 na escala de Richter), atinge o sul do Chile.
- 1964 — O presidente dos Estados Unidos,Lyndon B. Johnson, lança a Grande Sociedade, uma série de programas domésticos cujos objetivos declarados eram eliminar a pobreza e a injustiça racial nos Estados Unidos.
- 1967 — Egito fecha o Estreito de Tiran para o transporte israelense.
- 1968 — Submarino nuclear USS Scorpion afunda com 99 homens a bordo, 400 milhas a sudoeste dos Açores, Portugal.
- 1969 — Módulo lunar da Apollo 10 voa a 16 quilômetros da superfície da Lua.
- 1972
  - Ceilão adota uma nova constituição, tornando-se uma república, muda seu nome para Sri Lanka, e se une à Comunidade das Nações
  - Mais de 400 mulheres em Derry, na Irlanda do Norte , atacam os escritórios do Sinn Féin após o assassinato pelo Exército Republicano Irlandês de um jovem soldado britânico de licença.
- 1990
  - Iêmen do Norte e do Sul se unem para formar a República do Iêmen.
  - Microsoft lança no mercado o Windows 3.0, que em pouco tempo consegue um grande êxito.
- 1992 — Bósnia e Herzegovina, Croácia e Eslovênia juntam-se à Organização das Nações Unidas.
- 1994 — Um embargo comercial mundial contra o Haiti entra em vigor para punir seus governantes militares por não restabelecerem o líder eleito deposto do país, Jean-Bertrand Aristide.
- 1998 — Início da Exposição Mundial de 1998 em Lisboa, Portugal.
- 2010
  - Voo Air India Express 812 cai sobre um penhasco durante a aproximação para o pouso em Mangalore, na Índia, matando 158 das 166 pessoas a bordo, tornando-se o acidente mais mortal envolvendo um Boeing 737.
  - Inter de Milão vence o Bayern de Munique na final da Liga dos Campeões da UEFA em Madri, Espanha, tornando-se o primeiro time italiano a vencer a histórica tríplice coroa (Campeonato Italiano de Futebol – Série A, Copa da Itália, Liga dos Campeões).
- 2011 — Um tornado EF5 atinge Joplin, Missouri, matando 158 pessoas.
- 2012
  - Inauguração do Tokyo Skytree, a torre mais alta do mundo.
  - SpaceX COTS Demo Flight 2 lança uma cápsula Dragon em um foguete Falcon 9 no primeiro voo comercial para a Estação Espacial Internacional.[8]
- 2014 — General Prayuth Chan-ocha se torna o líder interino da Tailândia em um golpe militar, após seis meses de turbulência na política.
- 2015 — A República da Irlanda se torna a primeira nação do mundo a legalizar o casamento gay em um referendo público.[9]
- 2017 — Explosão durante apresentação de Ariana Grande, em Manchester, Reino Unido, deixa pelo menos 22 mortos e 50 feridos.
- 2020 — O voo 8303 da Pakistan International Airlines cai perto do Aeroporto Internacional Jinnah em Karachi, Paquistão, matando 98 pessoas.
- 2021 — Mau tempo mata 21 corredores na ultramaratona de 100 km na Floresta de Pedra do Rio Amarelo, província de Gansu, na China.[10]

## Nascimentos

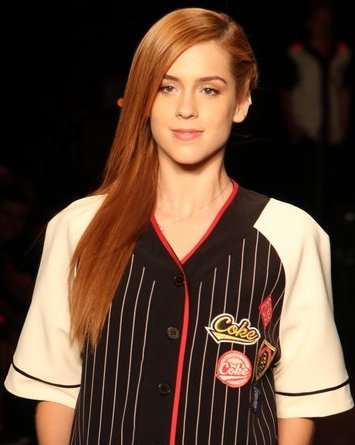
Sophia Abrahão

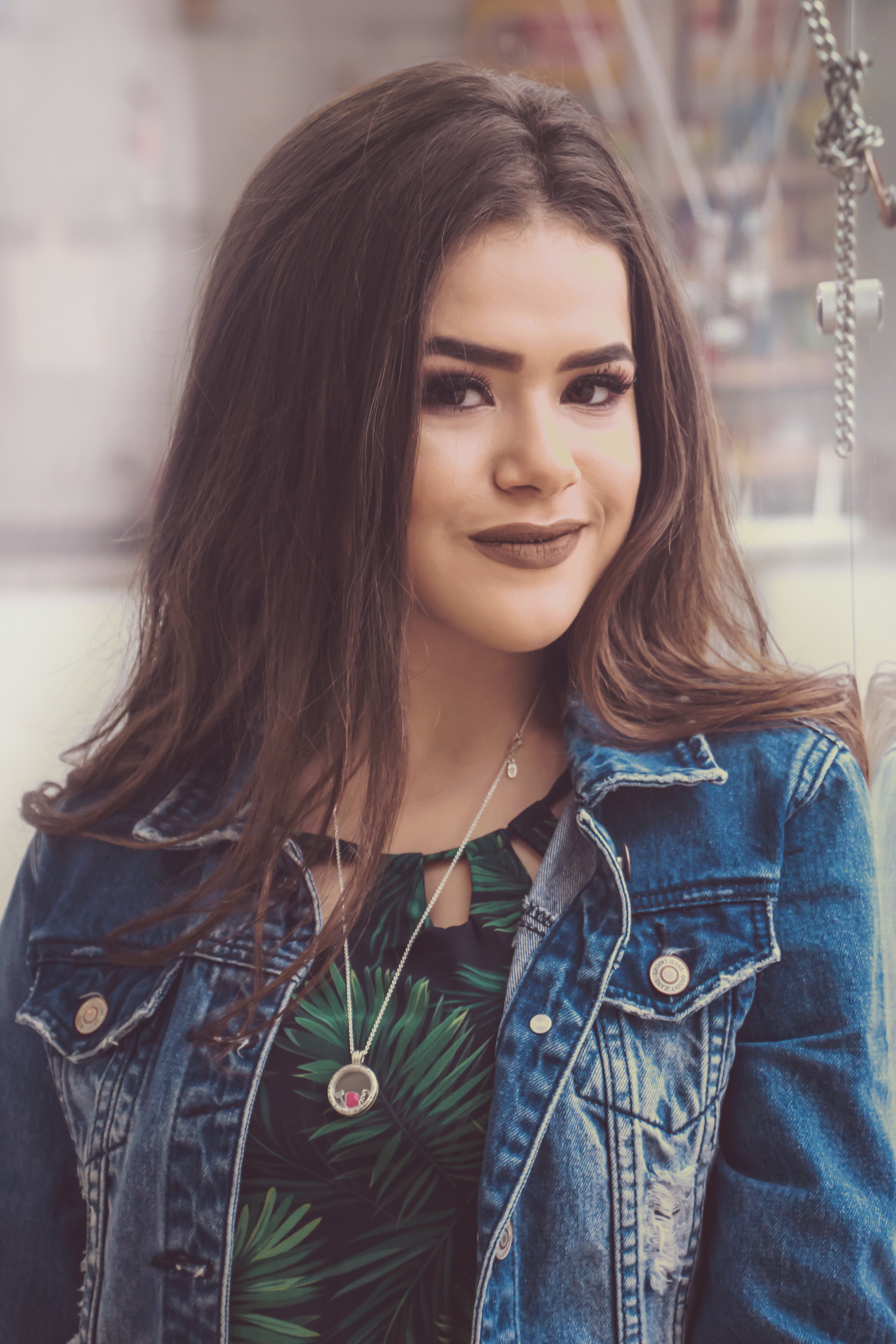
Maisa Silva

### Anteriores ao século XIX
- 0626 — Itzam Kʼan Ahk I, governante da Guatemala (m. 686).
- 1622 — Louis de Buade de Frontenac, político francês (m. 1698).
- 1644 — Gabriel de Grupello, escultor ítalo-flamengo (m. 1730)>
- 1694 — Daniel Gran, pintor austríaco (m. 1757).
- 1715 — François-Joachim de Pierre de Bernis, cardeal e estadista francês (m. 1794).
- 1752 — Louis Legendre, líder revolucionário francês (m. 1797).
- 1770 — Isabel do Reino Unido, condessa de Hesse-Homburgo (m. 1840).
- 1781 — Newton Cannon, político estadunidense (m. 1841).

### Século XIX
- 1808 — Gérard de Nerval, poeta, ensaísta e tradutor francês (m. 1855).
- 1813 — Richard Wagner, compositor alemão (m. 1883).
- 1823 — Isabella Glyn, atriz britânica (m. 1889).
- 1844 — Mary Cassatt, pintora estadunidense (m. 1926).
- 1849 — Louis Perrier, político suíço (m. 1913).
- 1859 — Arthur Conan Doyle, médico e escritor britânico (m. 1930).
- 1865 — Enric Morera i Viura, compositor espanhol (m. 1942).
- 1868 — Augusto Pestana, engenheiro e político brasileiro (m. 1934).
- 1874 — Daniel François Malan, político sul-africano (m. 1959).
- 1885 — Giacomo Matteotti, político italiano (m. 1924).
- 1893 — Bronislaw Knaster, matemático polonês (m. 1980).
- 1894 — Friedrich Pollock, sociólogo, economista e filósofo alemão (m. 1970).
- 1896 — Hubert Lanz, militar alemão (m. 1982).
- 1900 — Yvonne de Gaulle, primeira-dama francesa (m. 1979).

### Século XX

#### 1901–1950
- 1902 — Nils Rosén, futebolista sueco (m. 1951).
- 1903 — Bertha Swirles, física britânica (m. 1999).
- 1905 — Bodo von Borries, engenheiro alemão (m. 1956).
- 1907
  - Hergé, escritor, artista e desenhista belga (m. 1983).
  - Laurence Olivier, ator e diretor britânico (m. 1989).
  - Luís Gervasoni, futebolista brasileiro (m. 1964).
- 1909 — Margaret Mee, ilustradora britânica (m. 1988).
- 1911 — Anatol Rapoport, psicólogo, matemático e pianista russo (m. 2007).
- 1912 — Herbert Charles Brown, químico britânico (m. 2004).
- 1914
  - Sun Ra, músico estadunidense de jazz (m. 1993).
  - Nikolay Fyodorovich Makarov, projetista de armas russo (m. 1988).
- 1916
  - Rupert Davies, ator britânico (m. 1976).
  - Arno Peters, cartógrafo alemão (m. 2002).
- 1919 — Paul Vanden Boeynants, político belga (m. 2001).
- 1920 — Thomas Gold, astrofísico austríaco (m. 2004).
- 1921 — George Simms Hammond, químico norte-americano (m. 2005).
- 1924 — Charles Aznavour, cantor, ator e compositor francês (m. 2018).
- 1925 — Jean Tinguely, artista cinético suíço (m. 1991).
- 1926 — George Albert Wells, professor e linguista britânico (m. 2017.
- 1927 — George Andrew Olah, químico húngaro-estadunidense (m. 2017).
- 1928 — Raymond E. Brown, padre e acadêmico norte-americano (m. 1998).
- 1929
  - Sergio Mantovani, automobilista italiano (m. 2001).
  - André Haefliger, matemático suíço (m. 2023).
- 1930
  - Harvey Milk, político e ativista estadunidense (m. 1978).
  - Marisol Escobar, escultora francesa (m. 2016).
- 1933 — Jingrun Chen, matemático chinês (m. 1996).
- 1935 — Léon Kengo, político congolês.
- 1936 — Toshiaki Tsushima, compositor japonês (m. 2013).
- 1937
  - Guy Marchand, músico e ator francês (m. 2023).
  - Viktor Ponedelnik, futebolista russo (m. 2020).
- 1938
  - Richard Benjamin, ator estadunidense.
  - Newton Cardoso, político brasileiro (m. 2025).
- 1939 — Paul Winfield, ator estadunidense (m. 2004).
- 1940
  - Michael Sarrazin, ator canadense (m. 2011).
  - Bernard Shaw, jornalista estadunidense (m. 2022).
- 1942
  - Barbara Parkins, atriz canadense.
  - Ted Kaczynski, terrorista, matemático, ativista e escritor norte-americano (m. 2023).
- 1943 — Betty Williams, política e ativista britânica (m. 2020).
- 1945
  - Carlos Bianchini, jornalista e radialista brasileiro.
  - Piero Ferrari, empresário italiano.
- 1946
  - George Best, futebolista britânico (m. 2005).
  - Liudmila Juravliova, astrônoma russa.
- 1948
  - Florea Dumitrache, futebolista romeno (m. 2007).
  - David H. Levy, astrônomo canadense.
- 1949 — Nancy Hollister, política norte-americana.
- 1950
  - Bernie Taupin, compositor britânico.
  - Bae Bien-u, fotógrafo sul-coreano.
  - Libor Radimec, ex-futebolista tcheco.

#### 1951–2000
- 1952 — Waldemar Victorino, futebolista uruguaio (m. 2023).
- 1953
  - Cha Bum-kun, ex-futebolista e treinador de futebol sul-coreano.
  - Janires, cantor, compositor, produtor musical, arranjador e multi-instrumentista brasileiro (m. 1988).
  - Paul Mariner, futebolista e treinador de futebol britânico (m. 2021).
- 1954 — Shuji Nakamura, engenheiro eletrônico nipo-americano.
- 1956
  - Natasha Shneider, cantora, instrumentista e atriz russa-estadunidense (m. 2008).
  - Al Corley, cantor, produtor cinematográfico e ator norte-americano.
- 1957
  - Lisa Murkowski, política estadunidense.
  - Javier Castrilli, ex-árbitro de futebol argentino.
- 1958 — Leung Sui Wing, ex-futebolista e treinador de futebol chinês.
- 1959
  - Morrissey, compositor, cantor e escritor britânico.
  - Kenneth Brylle, ex-futebolista e treinador de futebol dinamarquês.
- 1960 — Hideaki Anno, diretor de animação japonês.
- 1961
  - Rolando Chilavert, ex-futebolista e treinador de futebol paraguaio.
  - Louise Mushikiwabo, política ruandesa.
- 1962
  - William Castro, ex-futebolista uruguaio.
  - Brian Pillman, wrestler estadunidense (m. 1997).
- 1963 — Fernanda Farias de Albuquerque, transexual brasileira (m. 2000).
- 1964
  - Maya Usova, patinadora artística russa.
  - Mark Christopher Lawrence, ator e comediante norte-americano.
- 1965
  - Tadeu Mello, ator brasileiro.
  - Theresa Zabell, ex-velejadora espanhola.
- 1968 — Igor Ledyakhov, ex-futebolista e treinador de futebol russo.
- 1969
  - Carlos Aguilera, ex-futebolista espanhol.
  - Michael Kelly, ator estadunidense.
- 1970
  - Naomi Campbell, modelo e atriz britânica.
  - Pedro Paulo Diniz, ex-automobilista brasileiro.
  - Guillaume Warmuz, ex-futebolista e treinador de futebol francês.
- 1971 — MC Eiht, rapper e ator estadunidense.
- 1972
  - Anna Belknap, atriz estadunidense.
  - Thomas Kojo, ex-futebolista e treinador de futebol liberiano.
  - Jaouad Gharib, ex-maratonista marroquino.
- 1973 — Danny Tiatto, ex-futebolista australiano.
- 1974
  - Garba Lawal, ex-futebolista nigeriano.
  - Seda Noorlander, ex-tenista neerlandesa.
  - Henrietta Ónodi, ex-ginasta húngara.
- 1975
  - Bruno Chateaubriand, jornalista, apresentador, empresário e ex-ginasta brasileiro.
  - Fabíola Molina, ex-nadadora brasileira.
  - Tracy Brookshaw, wrestler canadense.
  - Salva Ballesta, ex-futebolista e treinador de futebol espanhol.
  - Frantz Kruger, ex-atleta de lançamento de disco sul-africano.
- 1977 — Jean-Christophe Péraud, ex-ciclista francês.
- 1978
  - Katie Price, modelo britânica.
  - Ginnifer Goodwin, atriz estadunidense.
  - Leopoldo Jiménez, ex-futebolista venezuelano.
- 1979 — Maggie Q, atriz estadunidense.
- 1980
  - Lucy Gordon, atriz e modelo britânica (m. 2009).
  - Tiago Leifert, jornalista brasileiro.
  - Pingo, ex-futebolista brasileiro.
  - Chung Kyung-Ho, ex-futebolista sul-coreano.
- 1981
  - Sebastián Taborda, ex-futebolista uruguaio.
  - Jürgen Melzer, ex-tenista austríaco.
  - Eric Butorac, tenista estadunidense.
  - Bryan Danielson, wrestler estadunidense.
- 1982
  - Thiago Alves, ex-tenista brasileiro.
  - Hong Yong-Jo, futebolista norte-coreano.
- 1983
  - Franco Niell, ex-futebolista argentino.
  - John "Hopper" Hopkins, motociclista estadunidense.
- 1984
  - Alex Bogdanovic, ex-tenista britânico.
  - Karoline Herfurth, atriz alemã.
  - Jair Cespedes, futebolista peruano.
- 1985
  - Tranquillo Barnetta, ex-futebolista suíço.
  - Mauro Boselli, ex-futebolista argentino.
  - Marcus Vinícius, ex-futebolista brasileiro.
  - Carlos Valdés, ex-futebolista colombiano.
- 1986 — Tatiana Volosozhar, patinadora artística russa.
- 1987
  - Novak Djokovic, tenista sérvio.
  - Mikhail Aleshin, automobilista russo.
  - Arturo Vidal, futebolista chileno.
  - Rômulo, futebolista brasileiro.
  - Vladimir Granat, ex-futebolista russo.
- 1988
  - Heida Reed, atriz islandesa.
  - Pape M'Bow, futebolista senegalês.
  - Willians Santana, futebolista brasileiro.
  - Néstor Girolami, automobilista argentino.
- 1990
  - Alexandra Dowling, atriz britânica.
  - Victor Penalber, judoca brasileiro.
- 1991
  - Joel Obi, futebolista nigeriano.
  - Sophia Abrahão, atriz, apresentadora e cantora brasileira.
  - Bárbara Evans, modelo brasileira.
  - Jared Cunningham, jogador de basquete estadunidense.
  - Kyle Bartley, futebolista britânico.
  - Kim Junmyeon, cantor e ator sul-coreano.
- 1992 — Robin Knoche, futebolista alemão.
- 1993 — Ramiro Moschen Benetti, futebolista brasileiro.
- 1994
  - Ludovic Robeet, ciclista belga.
  - Athena Manoukian, cantora e compositora grega.
  - Antoine Brizard, jogador de vôlei francês.
- 1996
  - Adrián Cubas, futebolista argentino.
  - Dálcio Gomes, futebolista guineense.
  - Eleanor Patterson, atleta de salto em altura australiana.
- 1997 — Lauri Markkanen, jogador de basquete finlandês.
- 1998
  - Dženis Burnić, futebolista alemão.
  - Laulauga Tausaga, atleta de lançamento de disco norte-americana.
- 1999
  - Camren Bicondova, atriz e modelo norte-americana.
  - Samuel Chukwueze, futebolista nigeriano.

### Século XXI
- 2001
  - Joshua Zirkzee, futebolista neerlandês.
  - Emma Chamberlain, youtuber e celebridade da internet norte-americana.
- 2002 — Maisa Silva, apresentadora e atriz brasileira.
- 2003 — Christine Mboma, velocista namibiana.
- 2004 — Peyton Elizabeth Lee, atriz estadunidense.

## Mortes

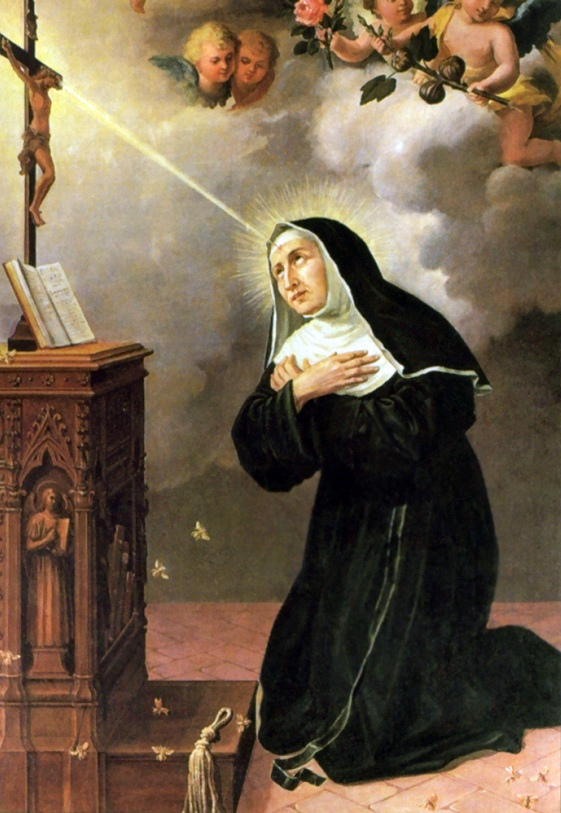
Rita de Cássia

### Anteriores ao século XIX
- 0192 — Dong Zhuo, senhor da guerra e político chinês (n. 138).
- 0337 — Constantino, imperador romano (n. 272).
- 0450 — Júlia de Cartago, mártir e santa cristã (n. 420).
- 0748 — Gensho, imperatriz do Japão (n. 683).
- 1067 — Constantino X Ducas, imperador bizantino (n. 1006).
- 1068 — Go-Reizei, imperador japonês (n. 1025).
- 1310 — Humildade de Faença, religiosa italiana (n. 1226).
- 1409 — Branca de Inglaterra (n. 1392).
- 1455 — Edmundo Beaufort, 2.º Duque de Somerset, comandante inglês (n. 1406).
- 1457 — Rita de Cássia, monja e santa italiana (n. 1381).
- 1540 — Francesco Guicciardini, historiador italiano (n. 1483).
- 1602 — Renata de Lorena (n. 1544).
- 1667 — Papa Alexandre VII (n. 1599).
- 1760 — Israel ben Eliezer, rabino e escritor polonês (n. 1700).
- 1795 — Ewald Friedrich von Hertzberg, político prussiano (n. 1725).

### Século XIX
- 1802 — Martha Washington, primeira-dama dos Estados Unidos (n. 1731).
- 1859 — Fernando II das Duas Sicílias (n. 1810).
- 1867 — Edward Hodges Baily, escultor britânico (n. 1788).
- 1868 — Julius Plücker, físico e matemático alemão (n. 1801).
- 1885 — Victor Hugo, escritor francês (n. 1802).

### Século XX
- 1910 — Jules Renard, escritor francês (n. 1864).
- 1932 — Isabella Augusta Gregory, dramaturga e folclorista anglo-irlandesa (n. 1852).
- 1939 — Ernst Toller, poeta, dramaturgo e político alemão (n. 1893).
- 1967 — Langston Hughes, escritor estadunidense (n. 1902).
- 1972 — Margaret Rutherford, atriz britânica (n. 1892).
- 1974 — Irmgard Flügge-Lotz, matemática e engenheira alemã (n. 1903).
- 1978 — Colin Hannah, político australiano (n. 1914).
- 1982 — Cevdet Sunay, político turco (n. 1899).
- 1983 — Albert Claude, biólogo belga (n. 1899).
- 1985 — Wolfgang Reitherman, animador, diretor e produtor teuto-americano (n. 1909).
- 1990 — Rocky Graziano, boxeador americano (n. 1919).
- 1992 — Zellig Harris, linguista americano (n. 1909).
- 1993 — Mieczysław Horszowski, pianista polonês (n. 1892).
- 1997 — Alfred Hershey, microbiologista e geneticista americano (n. 1908).
- 1998
  - Francisco Lucas Pires, político português (n. 1944).
  - John Derek, ator e cineasta americano (n. 1926).

### Século XXI
- 2007 — Jef Planckaert, ciclista belga (n. 1934).
- 2009 — Zé Rodrix, cantor, compositor e instrumentista brasileiro (n. 1947).
- 2010 — Martin Gardner, matemático e escritor estadunidense (n. 1914).
- 2013 — Henri Dutilleux, compositor francês (n. 1916).
- 2017 — Nicky Hayden, motociclista estadunidense (n. 1981).
- 2018 — Philip Roth, escritor estado-unidense (n. 1933).
- 2024 — Darryl Hickman, ator estadunidense (n. 1931).
- 2025 — Evanildo Bechara, professor, gramático e filólogo brasileiro (n. 1928).

## Feriados e eventos cíclicos

### Internacional
- Dia Internacional da Biodiversidade.

### Brasil
- Aniversário de Itaboraí (RJ)
- Aniversário de Fernandópolis (SP)

### Portugal
- Feriado Municipal de Leiria

### Cristianismo
- Atão de Pistoia
- Humildade de Faença
- João Baptista Machado
- Júlia de Cartago
- Quitéria
- Rita de Cássia

## Outros calendários
- No calendário romano era o 11.º dia (XI) antes das calendas de junho.
- No calendário litúrgico tem a letra dominical B para o dia da semana.
- No calendário gregoriano a epacta do dia é vii.